# Prowincja Gnagna
Prowincja Gnagna – jedna z 45 prowincji w Burkina Faso.
Prowincja ma powierzchnię prawie 8,5 tysiąca km². W 2006 roku w prowincji mieszkało prawie 408 tysięcy ludzi. W 1996 roku na jej terenach dom miało ponad 307 tysięcy osób.